# De Imperatoribus Romanis
De Imperatoribus Romanis (DIR) ist eine 1996 gegründete und von Fachwissenschaftlern geführte Online-Enzyklopädie in englischer Sprache (einige wenige Beiträge sind allerdings in Französisch verfasst), die sich mit den römischen Kaisern befasst. Geleitet wird das Projekt derzeit von Richard Weigel.
Aufgeführt werden alle Kaiser ab Augustus, wobei auch die Kaiser Ostroms bis zum Fall Konstantinopels 1453 berücksichtigt werden. Auch einige andere bedeutende, mit den jeweiligen Kaisern in Verbindung stehende Personen (wie Kaiserinnen) werden aufgeführt. Die einzelnen Biografien sind von unterschiedlicher Länge und Qualität. Einige sind sehr detailliert, immer sind auch weiterführende Literaturangaben (teilweise auch Quellenangaben) mit aufgeführt. Allerdings bestehen noch erhebliche Lücken: Während die Kaiserliste bis zum beginnenden 8. Jahrhundert lückenlos ist, fehlen für die meisten nachfolgenden Kaiser Einträge. Einige der Biografien werden immer wieder aktualisiert. 
Ebenso findet sich dort ein historischer Atlas und ein Querverweis zu einem virtuellen Münzkatalog.

## Weblink
- De Imperatoribus Romanis